# Eisenbahnunfall von Åsta
| \| \| 510,37 \| Støren \| Støren \| \| \| \| \| \| \| \| 399,05 \| Røros \| Røros \| \| \| 190,38 \| Rena \| Rena \| \| \| 183,78 \| Åsta \| Åsta \| \| \| \| Åsta (66 m) \| \| \| \| 182,75 \| Unfallstelle \| Unfallstelle \| \| \| 182,66 \| Nygård \| Nygård \| \| \| 175,90 \| Rudstad \| Rudstad \| \| \| \| \| \| \| \| 126,26 \| Hamar \| Hamar \| \| \| \| \| \| \| Kilometerangaben von Oslo S \| \| \| \| |        |              |              |
| Bahnhof | 510,37 | Støren       | Støren       |
| Abzweig geradeaus und nach rechts |        |              |              |
| Bahnhof | 399,05 | Røros        | Røros        |
| Bahnhof | 190,38 | Rena         | Rena         |
| ehemaliger Haltepunkt / Haltestelle | 183,78 | Åsta         | Åsta         |
| Brücke über Wasserlauf |        | Åsta (66 m)  | Åsta (66 m)  |
| | 182,75 | Unfallstelle | Unfallstelle |
| ehemaliger Haltepunkt / Haltestelle | 182,66 | Nygård       | Nygård       |
| Bahnhof | 175,90 | Rudstad      | Rudstad      |
| Abzweig geradeaus und von links |        |              |              |
| Bahnhof | 126,26 | Hamar        | Hamar        |
| |        |              |              |
| Kilometerangaben von Oslo S |        |              |              |

Der Eisenbahnunfall von Åsta war ein Frontalzusammenstoß zweier Personenzüge am 4. Januar 2000 bei Åsta, auf der norwegischen Rørosbane südlich von Rena in Østerdalen, der auch einen Brand auslöste. 19 Menschen starben.

## Ausgangslage

### Infrastruktur
Den Verkehr auf der eingleisigen Rørosbane zwischen Hamar und Røros steuerte seit 1994 das Stellwerk in Hamar. Der diensthabende Fahrdienstleiter überwachte gleichzeitig auch die stärker frequentierte Dovrebane im Abschnitt Hamar–Eidsvoll. Ein akustischer Alarm, der darauf hinwies, dass sich zwei Züge im selben Blockabschnitt befanden, war in dieser Leitstelle nicht installiert.
Die Eisenbahnstrecke war zu dieser Zeit weder mit einer automatischen Zugsicherung noch mit Zugfunk ausgestattet. Einzige Möglichkeit zur Kontaktaufnahme mit Zügen war das Mobiltelefon. Die Triebfahrzeugführer beider in den Unfall verwickelten Züge hatten dem Fahrdienstleiter ihre Mobiltelefonnummer mitgeteilt, der hatte sie jedoch nicht in die entsprechende Liste eingetragen.
Die Norges Statsbaner (NSB) hatte seit langem geplant, auf der Rørosbane sowohl eine Fernsteuerung (englisch Centralized traffic control CTC) als auch das Zugbeeinflussungssystem ATC zu installieren. Das sollte ursprünglich 1993 abgeschlossen werden. Während der Planung fiel jedoch die Entscheidung, den Bahnhof Rudstad einzurichten. Infolgedessen wurde für den Ausbau der Zugsicherung auf der Strecke eine neue Planung erstellt, nach der die neue Zugsicherung zwischen 2001 und 2003 eingebaut werden sollte.

### Abfahrtsauftrag
Am 1. September 1997 hatten Jernbaneverket und NSB ein neues Abfahrtsverfahren für Reisezüge eingeführt. Dieses besagte, dass nur der Lokführer – und nicht wie bisher sowohl der Lokführer als auch der Schaffner oder Zugführer – verpflichtet war, zu prüfen, ob das Ausfahrtssignal eines Bahnhofs „Fahrt“ zeigte, bevor der Zug im Bahnhof losfuhr.

### Zug 2302

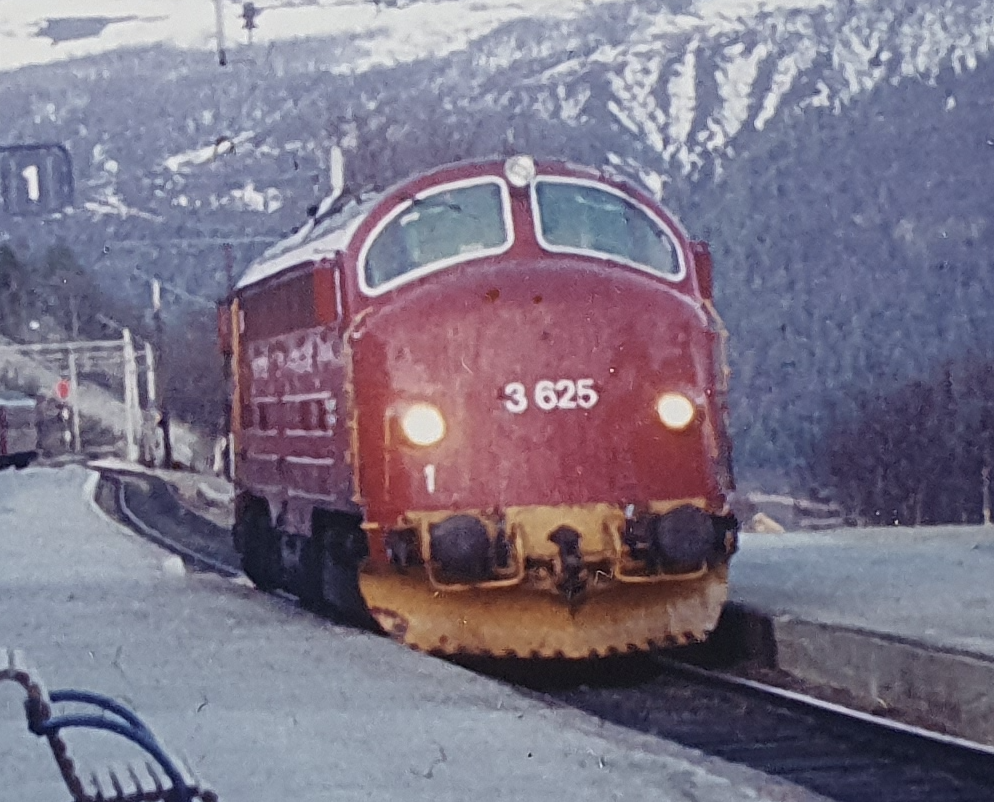
Die Lokomotive Di 3.625, 1998

Der Zug 2302 verließ Trondheim in Richtung Süden mit dem Ziel Hamar über die Rørosbane um 7.45 Uhr. Er bestand aus der dieselelektrischen Lokomotive 625 der Baureihe Di 3 und drei Personenwagen.
Bei der Abfahrt im Bahnhof Rena um 13.07 Uhr befand sich der Zug 7 Minuten hinter Plan. Zu diesem Zeitpunkt befanden sich 75 Personen, Reisende und Personal, im Zug. Bei der Ausfahrt aus Rena stand das Signal vermutlich auf Fahrt – dies konnte anschließend nicht mehr sicher festgestellt werden.

### Zug 2369

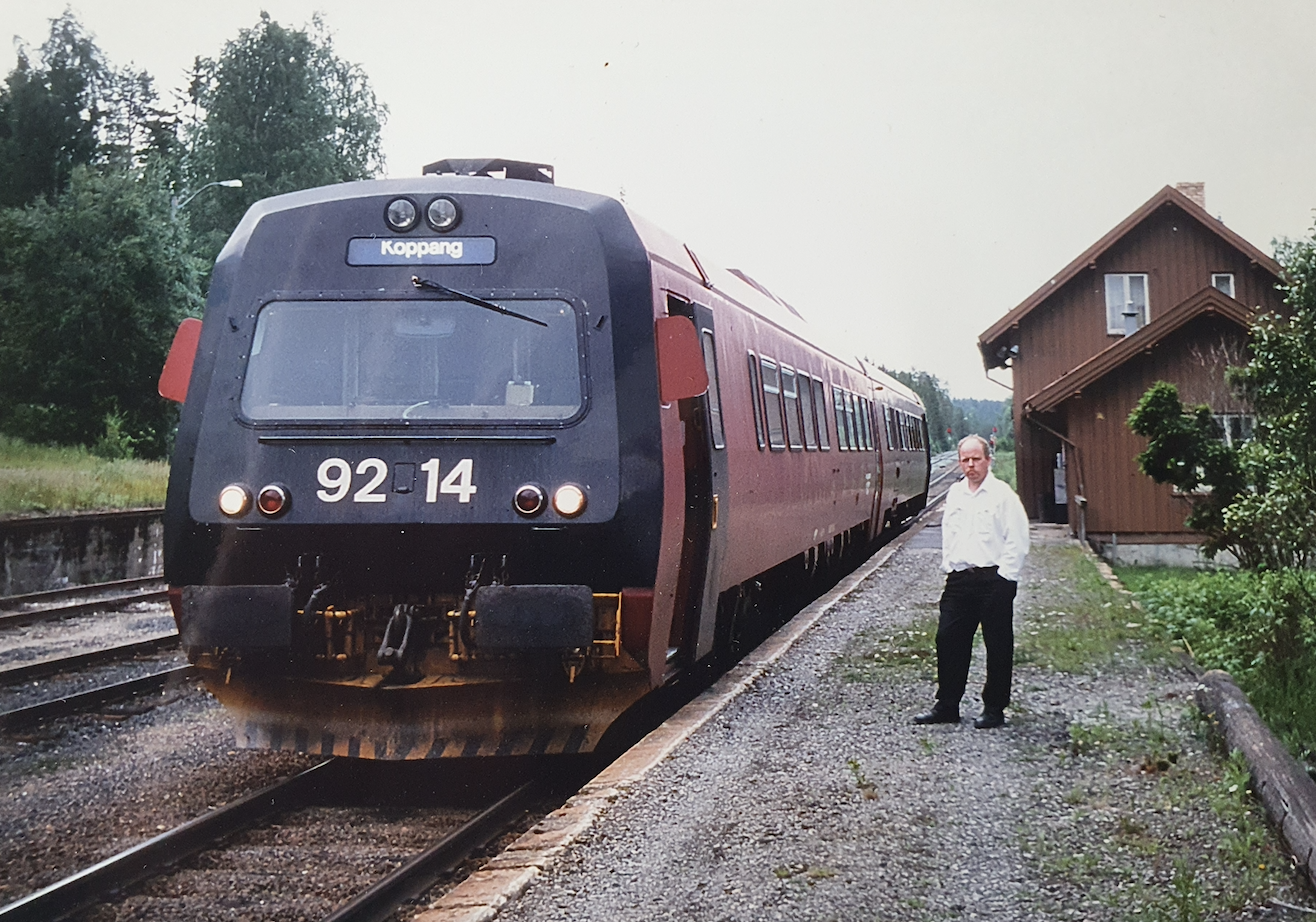
Der bei dem Unfall zerstörte Triebwagen 92-14 im Bahnhof Opphus, 1999

Der Zug 2369 verließ Hamar pünktlich um 12.30 Uhr Richtung Norden über die Rørosbane nach Rena. Er bestand aus einem zweiteiligen Dieseltriebzug der Baureihe 92. Führend war die motorisierte Einheit BM 92.14, ihr folgte der Steuerwagen BFS 92.84.
Im Bahnhof Rudstad hielt der Zug um 13.06 Uhr und nahm einen Fahrgast auf. Laut Fahrplan hätte der Zug hier 13.10 nach der Kreuzung mit dem entgegenkommenden Zug 2302 abfahren sollen.

## Unfallhergang
Der Zug 2369 verließ Rudstad aber schon um 13.07 Uhr einschließlich des Zugpersonals mit elf Personen. Dabei überfuhr er wahrscheinlich – das konnte anschließend nicht mehr mit hinreichender Sicherheit festgestellt werden – das „Halt“ zeigende Ausfahrsignal und schnitt die für den entgegenkommenden Zug gestellte Weiche auf.
Der Fahrdienstleiter in Hamar konzentrierte sich aufgrund des höheren Verkehrsaufkommens auf der Dovrebane auf diese und hatte die Monitore, die das Geschehen auf der Rørosbane anzeigten, nicht im Blick. Dort erschien ab 13.08 Uhr in roter Schrift am unteren Rand des Bildschirms eine Warnmeldung. Darauf wurde der Fahrdienstleiter erst nach mehr als drei Minuten aufmerksam, konnte dann aber die Mobiltelefonnummern der Triebfahrzeugführer nicht finden und diese nicht kontaktieren.
Die Züge kollidierten am Bahnhof Åsta, zwischen Rudstad und Rena, um 13:12:35 Uhr frontal. Die Unfallstelle lag in einem verschneiten Waldgebiet.

## Folgen

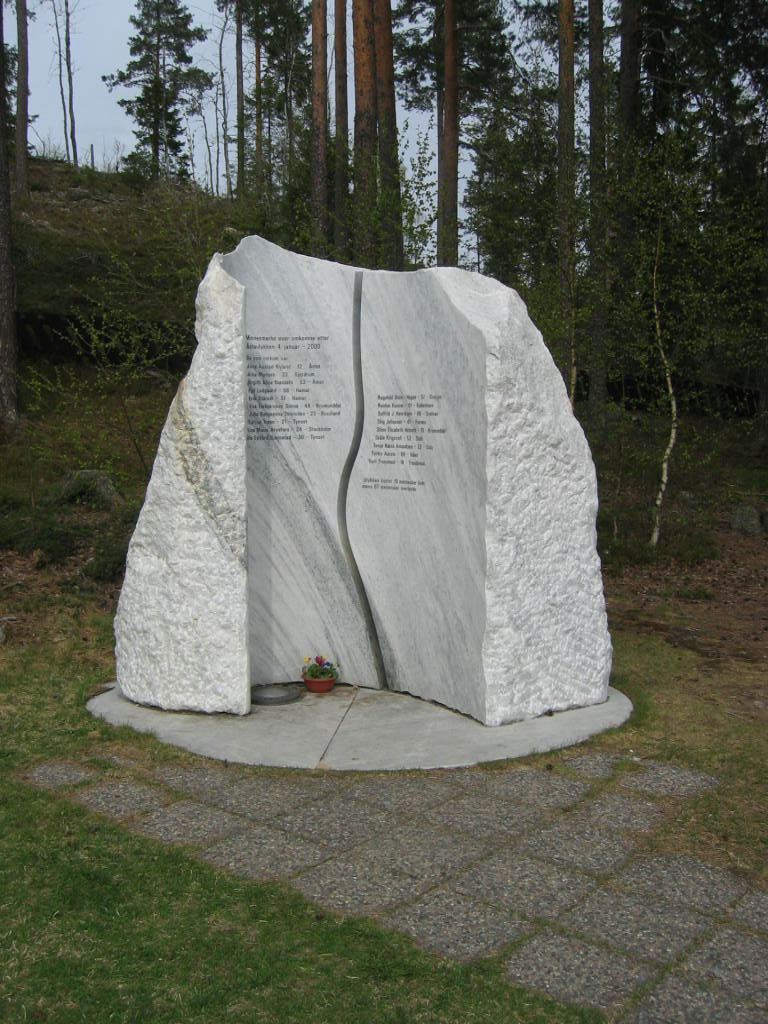
Gedenkstein in der Nähe des Unfallortes

### Unmittelbare Folgen
Der vordere Triebwagen wurde vollständig zerstört, während der folgende Steuerwagen nur leichte Schäden erlitt und im Gleis liegen blieb. Die Lokomotive des in Richtung Süden fahrenden Zuges 2302 wurde an der Front stark beschädigt, entgleiste und kippte auf die Seite. Sie zog dabei den ersten Wagen ihres Zuges mit, der ebenfalls entgleiste und stark deformiert wurde. Auch der folgende Wagen entgleiste, blieb aber stehen, der letzte Wagen verblieb im Gleis. Durch den Aufprall liefen Tausende Liter Diesel aus und verteilten sich über die Trümmer. In der Lokomotive brach ein Brand aus, der auf das Wrack des Triebwagens und einige Minuten später auf den ersten Personenwagen und schließlich auf die beiden letzten Personenwagen übergriff.
Bei dem Zusammenstoß und dem anschließenden Brand starben insgesamt 19 Menschen. 67 Personen überlebten den Unfall. Keiner der Überlebenden erlitt lebensbedrohliche Verletzungen.
Nicht verletzte Fahrgäste befreiten sich aus dem Zug und versuchten anderen, die eingeschlossen waren, zu helfen. Das Feuer breitete sich jedoch schnell aus, entwickelte starken Rauch und die Situation wurde für die noch im Waggon befindlichen Fahrgäste kritisch. Mehrere der in den Wagen Eingeschlossene hatten keine Chance, vor den Flammen gerettet zu werden. Einigen der Eingeklemmten konnten von den inzwischen eingetroffenen Rettungskräften noch Betäubungsmittel verabreicht werden, bevor sie verbrannten und die Rettungskräfte sich wegen der Hitze zurückziehen mussten.
In der Nähe des Unfallortes wurde ein Gedenkstein aufgestellt.

### Unfalluntersuchung
Durch königlichen Erlass wurde am 7. Januar 2000 eine von Jernbaneverket und NSB BA unabhängige Untersuchungskommission eingesetzt, die zunächst aus fünf, später sechs Mitgliedern bestand. Die Kommission legte ihren Bericht dem Justiz- und Polizeiministerium am 6. November 2000 vor. Sie kam zu dem Schluss, dass sich der Unfall ereignete, weil im Sicherheitsdenken und -management von Jernbaneverket grundlegende Mängel bestanden, die dazu führten, dass die unzureichende Sicherheit auf der Strecke teilweise gar nicht bekannt war, auf jeden Fall aber nicht weiter verfolgt wurde. Diese grundlegenden Mängel im Sicherheitsmanagement erstreckten sich auf alle von der Kommission untersuchten Tätigkeitsbereiche von Jernbaneverket und seien daher als schwerwiegendes Systemversagen zu betrachten. Nach Ansicht der Kommission war die unmittelbare Ursache des Unfalls entweder ein Fehler im Signalsystem oder menschliches Versagen. Die Kommission konnte so die unmittelbare Ursache des Unfalls nicht mit Sicherheit klären. Beide Unfallursachen konnten nicht ausgeschlossen werden. Die Kommission empfahl, eine ständige, unabhängige Untersuchungskommission einzurichten. Zu dieser Zeit war die Untersuchung von Eisenbahnunfällen in Norwegen noch nicht gesetzlich nicht geregelt.

### Konsequenzen
Wegen der mangelhaften Sicherheit musste Jernbaneverket eine Geldstrafe in Höhe von 10 Mio. NOK (ca. 900.000 Euro / 860.000 CHF) zahlen.
Die Rørosbane erhielt bis 2004 das Zugbeeinflussungssystem ATC und Zugfunk nach GSM-R-Standard.
Seit 1989 bestand eine adhoc-Kommission unter der Bezeichnung Flyhavarikommisjonen für die Untersuchung von Flugunfällen. Diese wurde am 10. Juli 1989 in die ständige Havarikommisjonen for sivil luftfart (HSL – Havariekommission für die Zivilluftfahrt) überführt. Diese wurde 1999 als eigenständige Behörde des Verkehrsministeriums eingerichtet. Das Verkehrsministerium schlug nach dem Unfall von Åsta dem Storting eine der Empfehlung der Unfalluntersuchungskommission entsprechende Änderung des Eisenbahngesetzes vor, dem das Parlament zustimmte. Damit wurde am 1. Juli 2002 eine ständige Stelle für die Untersuchung von Unfällen im Schienenverkehr (einschließlich Straßenbahnen und U-Bahnen) mit der Bezeichnung Havarikommisjonen for sivil luftfart og jernbane (HSLB) geschaffen. 2005 wurden Unfälle im Straßenverkehr mit in die Aufgaben der Behörde aufgenommen und diese in Statens havarikommisjon for transport (SHT) umbenannt. Seit 2008 werden Seeunfälle untersucht und am 1. Juli 2020 wurde das Mandat auf die Untersuchung von Unfällen und schweren Zwischenfällen im Verteidigungsbereich ausgeweitet, nunmehr unter der Bezeichnung Statens havarikommisjon.